# Barrage Sweetwater
Pour les articles homonymes, voir Sweetwater.
Le barrage Sweetwater (en anglais : Sweetwater Dam) est un barrage sur la rivière Sweetwater (en) près de Chula Vista dans le comté de San Diego, en Californie.

## Histoire
Le barrage a été construit en 1888 pour alimenter en eau la ville de San Diego et ses environs. En 1915 Charles Hatfield, le « faiseur de pluie », a été engagé pour produire de la pluie lors d'une sécheresse dans la région. Par pure coïncidence, en janvier 1916, à la suite de très fortes pluies le niveau réservoir a dépassé la crête du barrage. La structure principale n'a pas été gravement endommagée, mais la rivière a érodé autour de la structure pour permettre aux deux tiers du réservoir de s'écouler, provoquant de forts dégâts,,,. Le barrage a ensuite été reconstruit et un déversoir supplémentaire ajouté pour éviter les inondations futures. 
Il est inscrit sir la liste des Historic Civil Engineering Landmarks.